# Emilio Barbón Martínez
Emilio Barbón Martínez (El Rebollusu, La Pola Llaviana, 26 de maig de 1930 - 14 de juny de 2003) fou un advocat, sindicalista i polític asturià, diputat al Congrés dels Diputats en la legislatura constituent.

## Biografia
Fill de minaires, de petit va patir una greu paràlisi que l'afectà a les dues cames, i la mare fou tancada en un camp de concentració fins al 1941 per amagar a un fugit. El 1957 es llicencià en dret a la Universitat d'Oviedo i ingressà al PSOE, per al qual actuà com a enllaç i a defensar als treballadors represaliats durant la vaga de 1962. L'agost del 1967 fou nomenat secretari general de la Federació Socialista Asturiana, i fou empresonat per propaganda il·legal del 20 d'octubre a l'1 de novembre del mateix any. El 1969 fou secretari de propaganda del PSOE. Col·laborà amb els pagesos que els expropiaren les terres per a construir l'embassament de Rioseco. En 1975 fou detingut novament arran d'una manifestació davant la tomba de Pablo Iglesias Posse al Cementiri Civil de Madrid.
De 1975 a 1977 fou secretari general de la UGT d'Astúries. A les eleccions generals espanyoles de 1977 fou elegit diputat per la FSA-PSOE. Durant el seu mandat fou Secretari Primer de la Comissió de Justícia i Vicepresident Segon de la Comissió Especial dels Problemes de Disminuïts Físics i Mentals del Congrés dels Diputats. El desembre de 1978 va ser nomenat conseller de treball del govern preautonòmic asturià presidit per Rafael Fernández Álvarez fins al 1983. Al maig de 1989, el Consell General del Poder Judicial el nomenà magistrat de la Sala Civil-Penal del Tribunal Superior de Justícia com jurista de reconegut prestigi, càrrec que ocupa fins al 21 de maig de 1999.
En 1998 li fou concedida la Gran Creu de l'Orde del Mèrit Civil, el 1988 la medalla de l'Orde del Mèrit Constitucional i la creu de l'Orde de Sant Ramon de Penyafort.